# Silvio Antônio
Sílvio Antônio Guimarães Machado, mais conhecida como Sílvio Antônio (São Luis, 6 de agosto de 1969) é um político brasileiro filiado ao Partido Liberal (PL).

## Biografia
Começou sua carreira política se candidatando à Deputado Estadual do Maranhão em 2010, aonde perdeu a eleição.
Voltou a se candidatar em 2018, pelo PSL à deputado federal, porém, não foi eleito.
Se candidatou à Prefeito de São Luis em 2020, porém, atingiu apenas 16.070 não sendo eleito.
Terminou como suplente de Deputado Federal em 2022, pela chapa do PL, assumindo como deputado federal, após uma política de revezamento aplicada à bancada.